# Marián Hossa
Marián Hossa, född 12 januari 1979 i Stará Ľubovňa, Tjeckoslovakien, nu Slovakien, är en slovakisk före detta professionell ishockeyspelare som tillhör NHL-organisationen Arizona Coyotes. 
Han spelade sist för Chicago Blackhawks i NHL.
Hossa är en trefaldig Stanley Cup mästare med Chicago Blackhawks 2010, 2013 och 2015.
Efter att ironisk nog spelat final två år i rad i det förlorande laget, 2007–08, för Pittsburgh som förlorade mot Detroit Red Wings. För att året efter spela för Detroit som 2008-09 förlorade mot just Pittsburgh. Finalen 2010 i Chicago blev han därmed den enda spelare som spelat 3 finaler i rad med 3 olika klubbar, 

## NHL-karriär

### Ottawa Senators
Marián Hossa valdes av Ottawa Senators i första rundan i NHL-draften 1997 som 12:e spelare totalt.
Säsongen 1997–98 spelade Hossa 7 matcher med Senators i NHL. Större delen av säsongen 1997–98 tillbringade Hossa dock i WHL-laget Portland Winter Hawks, där han gjorde 85 poäng, 45 mål och 40 assist, på 53 matcher. 1998–99 blev 19-årige Hossa ordinarie i Ottawa Senators. Hossa var en av finalisterna till Calder Memorial Trophy, priset som går till NHL:s bästa nykomling. Hossa spelade ytterligare fem säsonger i Senators, där han utvecklades till en av ligans bästa forwards. Säsongen 2003–04 kom han femma i NHL:s poängliga med 82 poäng på 81 matcher. 
Under NHL-lockouten 2004-05 spelade Hossa halva säsongen i Dukla Trenčín i den slovakiska ligan och halva säsongen i Mora IK i Elitserien. Tillsammans med sin bror Marcel Hossa.  I Mora gjorde Hossa 32 poäng på 24 matcher.

### Atlanta Trashers
Inför säsongen 2005–06 skickade Senators iväg Hossa och Greg de Vries till Atlanta Thrashers i utbyte mot stjärnforwarden Dany Heatley. Detta byte gynnade Hossas poängproduktion; 2005–06 gjorde han 92 poäng, personligt rekord, på 80 matcher med Thrashers. Säsongen därpå gjorde Hossa för första gången 100 poäng, 43 mål och 57 assist, i NHL. Thrashers förstakedja med Ilja Kovaltjuk, Vjatjeslav Kozlov och Marián Hossa var då en av ligans bästa kedjor, med enorm offensiv kraft. 

### Pittsburgh Penguins
27 februari 2008, strax innan trade-deadline, byttes Marián Hossa bort till Pittsburgh Penguins. Många lag var intresserade av att byta till sig Hossa inför slutspelet. Atlanta trodde inte att de skulle kunna skriva ett nytt kontrakt med Hossa och valde därför att byta bort honom och få spelare för honom istället för att inte få någonting alls för honom när hans kontrakt gått ut.
I Pittsburgh spelade Hossa Stanley Cup-final mot Detroit Red Wings år 2008, Pittsburgh förlorade med 2-4 i matcher. 

### Detroit Red Wings
Efter säsongen 2007–08, när Hossas kontrakt gick ut, valde han att lämna Pittsburgh för just Detroit Red Wings. Hossa ansåg att han hade större chans att vinna Stanley Cup med Detroit. Ironiskt nog vann Pittsburgh Stanley Cup mot Hossas Detroit året därpå.

### Chicago Blackhawks
1 juli 2009 skrev Marián Hossa på ett tolvårskontrakt med Chicago Blackhawks. Hossa vann Stanley Cup år 2010 med Chicago Blackhawks.
Hossa gjorde sju mål och nio assist med totalt 16 poäng i 2013 års slutspel. Blackhawks besegrade till slut Boston Bruins i Stanley Cup finalen. Det var den fjärde finalen för Hossa i Stanley Cup slutspelen.
Under säsongen 2014-15 gjorde Hossa sin 1000:e poäng i karriären och blev den 80:e spelaren i NHL:s historia att nå denna milstolpe. Den 15 juni 2015 blev Hossa och Blackhawks Stanley Cup-mästare för tredje gången på de sex senaste säsongerna, efter att Chicago Blackhawks vann match sex över Tampa Bay Lightning i finalen med 2-0 på hemmaplan.

### Arizona Coyotes
Den 12 juli 2018 ingick Hossa i en bytesaffär med Arizona Coyotes, som tog över hans kontrakt och även Vinnie Hinostroza, Jordan Oesterle och ett draftval i tredje rundan 2019, i utbyte mot Marcus Krüger, MacKenzie Entwistle, Jordan Maletta, Andrew Campbell och ett draftval i femte rundan 2019.

## Landslagskarriär
Hossa har spelat VM-turneringarna 1997, 1999, 2001, 2004, 2005, 2006, 2007 och 2011 med det slovakiska landslaget. Hossa har också deltagit i OS-turneringarna 2002, 2006 och 2010.

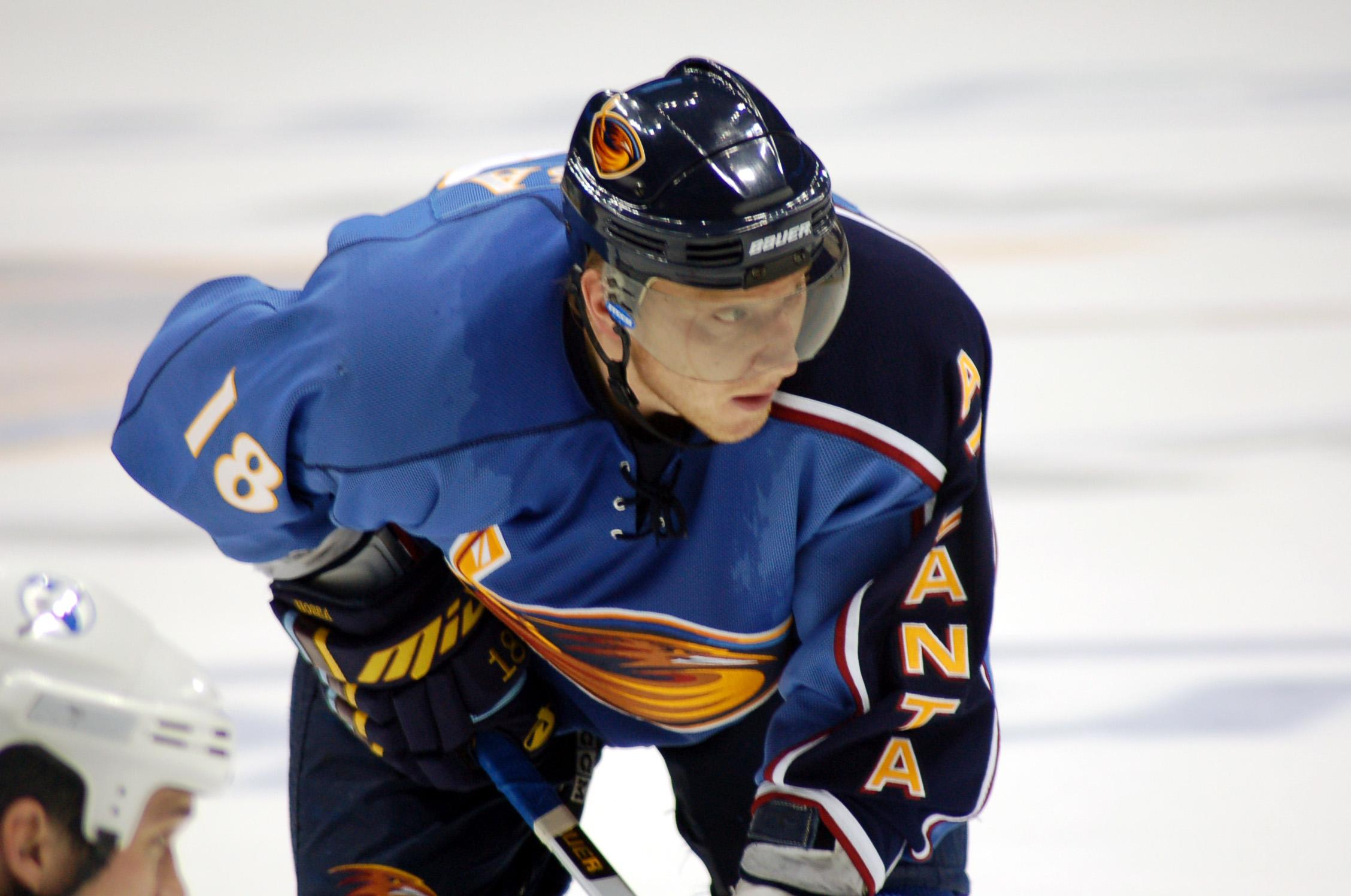
Marián Hossa i Atlanta Thrashers.

## Privatliv

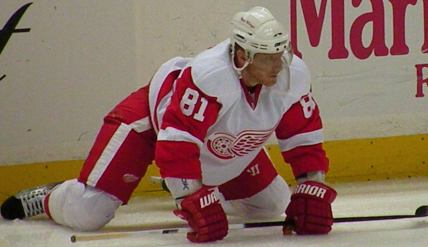
Marián Hossa i Detroit Red Wings.

Marián Hossa är äldre bror till Marcel Hossa som spelar för Spartak Moskva. Deras far František Hossa har tidigare varit förbundskapten för Slovakiens ishockeylandslag.

## Meriter
- Stanley Cup 2010, 2013, 2015

## Statistik

### Klubbkarriär
| 1995–96    | HC Dukla Trenčín Jr.  | Extraliga Jr. | 53   | 42  | 49  | 91   | 26  | —   | —  | —  | —   | —  |
| 1996–97    | Dukla Trenčín         | Extraliga     | 46   | 25  | 19  | 44   | 33  | 7   | 5  | 5  | 10  | —  |
| 1997–98    | Portland Winter Hawks | WHL           | 53   | 45  | 40  | 85   | 50  | 16  | 13 | 6  | 19  | 6  |
| 1997–98    | Ottawa Senators       | NHL           | 7    | 0   | 1   | 1    | 0   | —   | —  | —  | —   | —  |
| 1998–99    | Ottawa Senators       | NHL           | 60   | 15  | 15  | 30   | 37  | 4   | 0  | 2  | 2   | 4  |
| 1999–00    | Ottawa Senators       | NHL           | 78   | 29  | 27  | 56   | 32  | 6   | 0  | 0  | 0   | 2  |
| 2000–01    | Ottawa Senators       | NHL           | 81   | 32  | 43  | 75   | 44  | 4   | 1  | 1  | 2   | 4  |
| 2001–02    | Dukla Trenčín         | Extraliga     | 8    | 3   | 4   | 7    | 16  | —   | —  | —  | —   | —  |
| 2001–02    | Ottawa Senators       | NHL           | 80   | 31  | 35  | 66   | 50  | 12  | 4  | 6  | 10  | 2  |
| 2002–03    | Ottawa Senators       | NHL           | 80   | 45  | 35  | 80   | 34  | 18  | 5  | 11 | 16  | 6  |
| 2003–04    | Ottawa Senators       | NHL           | 81   | 36  | 46  | 82   | 46  | 7   | 3  | 1  | 4   | 0  |
| 2004–05    | Mora IK               | Elitserien    | 24   | 18  | 14  | 32   | 22  | —   | —  | —  | —   | —  |
| 2004–05    | Dukla Trenčín         | Extraliga     | 25   | 22  | 20  | 42   | 38  | 5   | 4  | 5  | 9   | 14 |
| 2005–06    | Atlanta Thrashers     | NHL           | 80   | 39  | 53  | 92   | 67  | —   | —  | —  | —   | —  |
| 2006–07    | Atlanta Thrashers     | NHL           | 82   | 43  | 57  | 100  | 49  | 4   | 0  | 1  | 1   | 6  |
| 2007–08    | Atlanta Thrashers     | NHL           | 60   | 26  | 30  | 56   | 30  | —   | —  | —  | —   | —  |
| 2007–08    | Pittsburgh Penguins   | NHL           | 12   | 3   | 7   | 10   | 6   | 20  | 12 | 14 | 26  | 12 |
| 2008–09    | Detroit Red Wings     | NHL           | 74   | 40  | 31  | 71   | 63  | 22  | 6  | 9  | 15  | 10 |
| 2009–10    | Chicago Blackhawks    | NHL           | 57   | 24  | 27  | 51   | 18  | 22  | 3  | 12 | 15  | 25 |
| 2010–11    | Chicago Blackhawks    | NHL           | 65   | 25  | 32  | 57   | 32  | 7   | 2  | 4  | 6   | 2  |
| 2011–12    | Chicago Blackhawks    | NHL           | 81   | 29  | 48  | 77   | 20  | 3   | 0  | 0  | 0   | 0  |
| 2012–13    | Chicago Blackhawks    | NHL           | 40   | 17  | 14  | 31   | 16  | 22  | 7  | 9  | 16  | 2  |
| 2013–14    | Chicago Blackhawks    | NHL           | 72   | 30  | 30  | 60   | 20  | 19  | 2  | 12 | 14  | 8  |
| 2014–15    | Chicago Blackhawks    | NHL           | 82   | 22  | 39  | 61   | 32  | 23  | 4  | 13 | 17  | 10 |
| 2015–16    | Chicago Blackhawks    | NHL           | 64   | 13  | 20  | 33   | 24  | 7   | 3  | 2  | 5   | 0  |
| 2016–17    | Chicago Blackhawks    | NHL           | 73   | 26  | 19  | 45   | 8   | 4   | 0  | 0  | 0   | 2  |
| NHL totalt | NHL totalt            | NHL totalt    | 1309 | 525 | 609 | 1134 | 628 | 205 | 52 | 97 | 149 | 95 |